# Stellepipona
Stellepipona (лат.) — род одиночных ос (Eumeninae).

## Описание
От близких родов ос отличается следующими признаками: метанотум не круто наклонен, полукруглый; тегулы скульптированные; глаза разделены на две части разной длины; эпикнемальный киль развит; грудь не выпуклая в боковой проекции; метанотум без горизонтальной площадки и поперечного киля. Тегулы латерально не расширены, менее чем в 0,75 раза шире длины. Паратегулы видны сверху. Передняя поверхность переднеспинки латерально не густо пунктирована. Проподеум наклонён ниже уровня метанотума. Аксиллярная ямка округлая; престигма короче медианной длины птеростигмы. Метанотум без полупрозрачного, пластинчатого латерального киля; мезонотум пунктированный; тергит I без придатков; метанотум без бугорков; мезонотум без продольных килей. Задняя граница тергита I непрозрачная. Метанотум без боковых зубцов. Тегулы сужаются кзади, достигая заднего конца паратегул. Пронотум шире длины в дорсальном виде; тергит I длиннее ширины в дорсальном виде; задний конец тергита II с неглубокой впадиной. Тергит I более чем в 0,5 раза шире тергита II в дорсальном виде. Средние голени с одной шпорой. Переднее крыло с первой и второй возвратными жилками, исходящими в субмаргинальной ячейке II.

## Классификация
В мировой фауне известно 7 видов. Афротропика (Зимбабве, Лесото, Южная Африка).
- Stellepipona aequinoxialis (Saussure, 1856)
- Stellepipona brevicornis Giordani Soika, 1987[5]
- Stellepipona guillarmodi Giordani Soika, 1973[6]
- Stellepipona invida Giordani Soika, 1987
- Stellepipona lamellata Giordani Soika, 1987
- Stellepipona ochraceotincta Giordani Soika, 1987
- Stellepipona pilosissima Giordani Soika, 1987[5]